# Růžová revoluce

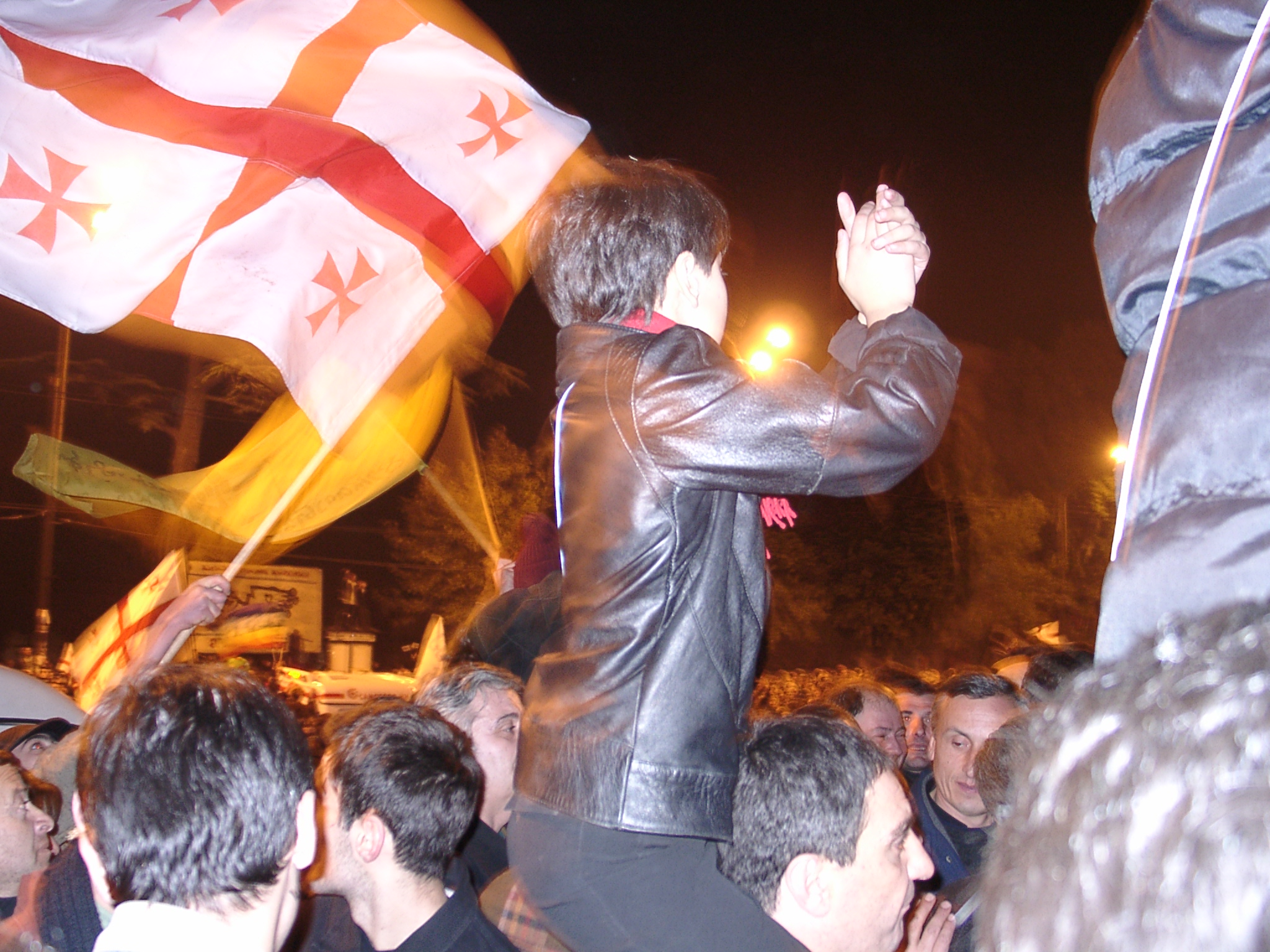
Demonstrace v Tbilisi (2003)

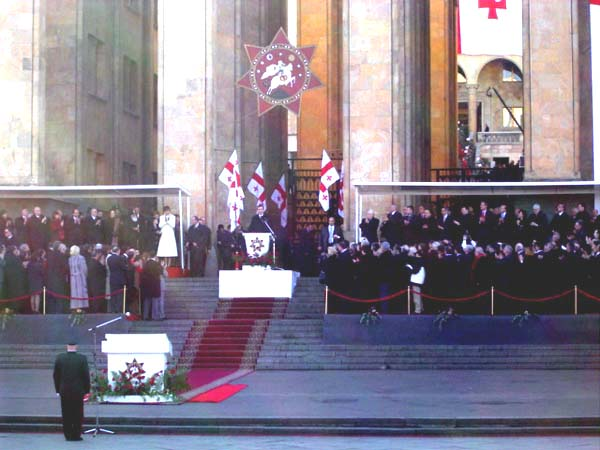
Inaugurace prezidenta Michaila Saakašviliho

Růžová revoluce nebo také Revoluce růží (gruzínsky: ვარდების რევოლუცია, vardebis revolucia) byla revoluce v Gruzii, která následovala po zákonodárných volbách v roce 2003 a měla za následek svržení prezidenta Eduarda Ševardnadzeho a jeho nahrazení novým prezidentem Michailem Saakašvilim po nových volbách v březnu 2004. Revoluce byla podporována občanským hnutím odporu Kmara (gruzínsky კმარა). Patří k prvním v sérii tzv. barevných revolucí, které jsou některými připisovány americkému vlivu. Další takovou barevnou revolucí byla v roce 2004 tzv. Oranžová revoluce na Ukrajině nebo Tulipánová revoluce v roce 2005 v Kyrgyzstánu.

## Volby a protesty
V Gruzii se konaly parlamentní volby 2. listopadu 2003. Volilo se 235 poslanců, ze kterých 150 mělo být zvoleno podle poměrného systému a 85 vítězi v jednomandátových obvodech. Kromě toho probíhalo celostátní referendum o tom, zda má budoucí parlament mít pouze 150 členů. Voliči používali oddělené lístky pro obě dvě hlasování. Ty pak složili dohromady a v jedné obálce je vhodili do jedné hlasovací urny.
Volby kritizovali mezinárodní pozorovatelé. Tvrdili, že byly zmanipulované ve prospěch Ševardnadzeho. Michail Saakašvili se prohlásil vítězem voleb. Tuto skutečnost potvrdilo nezávislé paralelní sčítání výsledků, které provedla místní Mezinárodní společnost pro spravedlivé volby a demokracii. Saakašvili a sjednocená opozice přijali výsledky paralelního sčítání výsledků a vyzvali, aby se Gruzínci vzbouřili a demonstrovali proti Ševardnadzeho vládě, a aby se postavili nenásilnou metodou proti úřadům. Hlavní demokratické opoziční strany požadovaly odstoupení Ševardnadzeho a opakování voleb. V polovině listopadu začaly masivní protivládní demonstrace v centru Tbilisi. Brzy se rozšířily do téměř všech měst Gruzie. Organizace mládeže Kmara (česky Dost!) a několik nevládních organizací se aktivně zapojily do protestních aktivit. Naopak Ševardnadzeho vláda byla podporována Aslanem Abašidzem (vůdcem separatistického regionu Adžárie), který posílal tisíce svých příznivců do Tbilisi, aby protivládní demonstrace potlačili.

## Změna moci
Opoziční protesty vyvrcholily 22. listopadu, kdy se Ševardnadze pokusil svolat zasedání nového parlamentu. Toto zasedání považovaly hlavní opoziční strany za nelegitimní. Stoupenci těchto stran, vedení Saakašvilim, vtrhli do jednací místnosti s růžemi v rukách (odtud jméno Růžová revoluce), přerušili proslov prezidenta Ševardnadzeho a donutili ho s ochrankou uprchnout. Prezident okamžitě vyhlásil stav nouze, začal mobilizovat vojáky a policii a shromažďoval je v blízkosti své rezidence v Tbilisi. Nicméně elitní vojenské jednotky odmítly podpořit vládu. Ve večerních hodinách 23. prosince se sešel Ševardnadze s opozičními lídry Saakašvilim a Zurabem Žvanijou a diskutovali o aktuální situaci. Po schůzce oznámil prezident svou rezignaci. V ulicích Tbilisi propukla euforie. Více než 100 tisíc demonstrantů slavilo svoje vítězství celou noc. Úřadující předsedkyně parlamentu Nino Burdžanadzeová se dočasně ujala prezidentského úřadu do konání nových voleb. Gruzínský nejvyšší soud zrušil výsledky voleb.
4. ledna 2004 vyhrál drtivě prezidentské volby Michail Saakašvili. Ke konci března téhož roku se opět konaly parlamentní volby. Většinu hlasů získala Sjednocená národní strana podporující Saakašviliho.